# Parc national de Kroombit Tops
Le parc national de Kroombit Tops est un parc national situé au Queensland en Australie.